# Robert Berghoff
Robert Berghoff (* 12. April 1949) ist ein deutscher Kameramann und Fotograf.
Berghoff machte sein Abitur am Humanistischen Gymnasium in Meschede. Er studierte Theaterwissenschaften in München und Köln. An der Hochschule für bildende Künste Hamburg machte er sein Diplom der Visuellen Kommunikation.
Robert Berghoff ist Mitglied im Berufsverband Kinematografie (BVK).

## Filmografie (Auswahl)
- 1984: Tausend Augen (Kameraassistenz)
- 1985: Reise in den Tod (Kameraassistenz)
- 1989: In meinem Herzen, Schatz... (Dokumentarfilm)
- 1989: Janssen: Ego (Dokumentarfilm)
- 1991: C’est la vie
- 1995: My First Name is Maceo (Dokumentarfilm)
- 1995: Das größte Fest des Jahres – Weihnachten bei unseren Fernsehfamilien
- 1998: Alphateam – Die Lebensretter im OP (Folge Straßenkinder)
- 1999: Meine beste Feindin
- 2000–2001: Die Pfefferkörner (TV-Serie)
- 2000–2002: Das Amt (TV-Serie)
- 2002: Absolut das Leben
- 2004: Halt durch, Paul!
- 2003/2004: Berlin, Berlin (TV-Serie)
- 2005: Kanzleramt (Fernsehserie)
- 2007: Molly & Mops
- 2008: Wilsberg – Filmriss
- 2008: Wilsberg – Royal Flush
- 2008: Wilsberg – Das Jubiläum
- 2009: Wilsberg – Der Mann am Fenster
- 2005–2009: Großstadtrevier (TV-Serie)
- 2012: Die Kirche bleibt im Dorf (Kinofilm)
- 2014: Der Lehrer (vier Folgen)
- 2014: Ein Reihenhaus steht selten allein
- 2010–2014 Danni Lowinski (28 Folgen)
- 2015: Überleben an der Scheidungsfront
- 2015: Tatort: Der Irre Iwan
- 2015: Club der roten Bänder (Fernsehserie)
- 2016: Tatort: Auf einen Schlag
- 2016: Zwei Leben. Eine Hoffnung.
- 2017: Tatort: Sturm
- 2017: Zarah – Wilde Jahre (Fernsehserie)
- 2018: Tatort: Die robuste Roswita
- 2019: Tatort: Inferno
- 2019: Der König von Köln
- 2020: Lang lebe die Königin (Fernsehfilm)
- 2020: Tina mobil (Mini-Serie)